# Hipótesis de los grandes números de Dirac

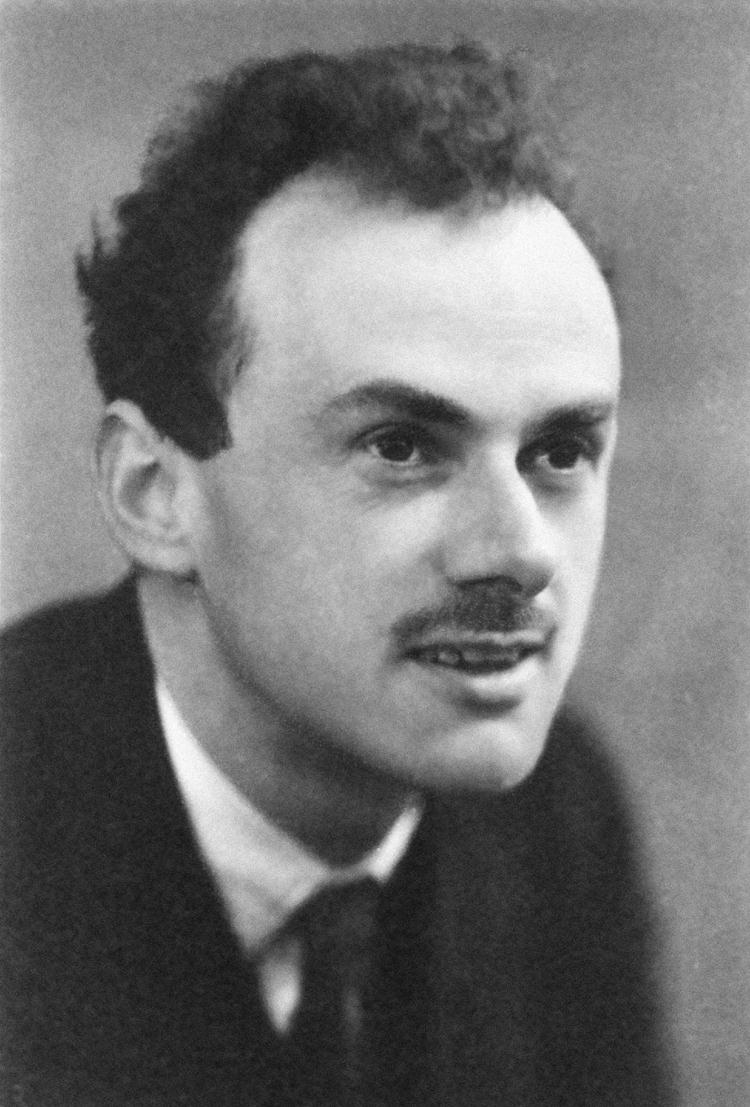
Paul Dirac

La hipótesis de los números grandes de Dirac (en inglés: Dirac large numbers hypothesis, o LNH) es una observación realizada por Paul Dirac en 1937 que relaciona las proporciones de escalas de tamaño en el Universo con las escalas de fuerza. Las proporciones constituyen números muy grandes y sin dimensiones: unos 40 órdenes de magnitud en la época cosmológica actual. De acuerdo con la hipótesis de Dirac, la similitud aparente de estas relaciones podría no ser una mera coincidencia, sino que podría implicar una cosmología con estas características inusuales:
- la fuerza de la gravedad, representada por la constante gravitacional, es inversamente proporcional a la edad del universo: {\displaystyle G\propto 1/t\,};
- la masa del universo es proporcional al cuadrado de la edad del universo: {\displaystyle M\propto t^{2}};
- las constantes físicas en realidad no son constantes. Sus valores dependen de la edad del Universo.

## Contexto
La LNH fue la respuesta personal de Dirac a una gran cantidad de "coincidencias" que intrigaban a otros teóricos de su época. Las "coincidencias" comenzaron con Hermann Weyl (1919), que especuló que el radio observado del universo, RU, podría ser también el radio hipotético de una partícula cuya energía en reposo fuera igual a la auto-energía gravitacional del electrón:

{\displaystyle {\frac {R_{\text{U}}}{r_{\text{e}}}}\approx {\frac {r_{\text{H}}}{r_{\text{e}}}}\approx 10^{42},}

{\displaystyle r_{\text{e}}={\frac {e^{2}}{4\pi \epsilon _{0}m_{\text{e}}c^{2}}},}

{\displaystyle r_{\text{H}}={\frac {e^{2}}{4\pi \epsilon _{0}m_{\text{H}}c^{2}}},}

{\displaystyle m_{\text{H}}c^{2}={\frac {Gm_{\text{e}}^{2}}{r_{\text{e}}}}}

donde re es el radio clásico del electrón, me es la masa del electrón, mH denota la masa de la partícula hipotética y rH es su radio electrostático.
La coincidencia fue desarrollada aún más por Arthur Eddington (1931), que relacionó las relaciones anteriores con  N, el número estimado de partículas cargadas en el universo:

{\displaystyle {\frac {e^{2}}{4\pi \epsilon _{0}Gm_{\text{e}}^{2}}}\approx {\sqrt {N}}\approx 10^{42}.}

Además de los ejemplos de Weyl y Eddington, Dirac también estuvo influenciado por la hipótesis del átomo primigenio de Georges Lemaître, quien dio una conferencia sobre el tema en Cambridge en 1933. La noción de una cosmología de G variable aparece por primera vez en la obra de  Edward Arthur Milne unos años antes de que Dirac formulase la LNH. Milne no se inspiró solo en las numerosas coincidencias, sino en una aversión por la teoría general de la relatividad de Einstein. Para Milne, el espacio no era un objeto estructurado sino simplemente un sistema de referencia en el que relaciones como esta podrían acomodar las conclusiones de Einstein:

{\displaystyle G=\left({\frac {c^{3}}{M_{\text{U}}}}\right)t,}

donde MU es la masa del universo y t es la edad del universo en segundos. Según esta relación, G aumenta con el tiempo.

## Interpretación de Dirac de las coincidencias de los grandes números
Las relaciones de Weyl y Eddington anteriores se pueden reformular de varias maneras, como por ejemplo en el contexto del tiempo:

{\displaystyle {\frac {ct}{r_{\text{e}}}}\approx 10^{40},}

donde t es la edad del universo, {\displaystyle c} es la velocidad de la luz  y re es el radio clásico del electrón. Por lo tanto, en unidades donde c = 1 and re = 1, la edad del universo es aproximadamente 1040 unidades de tiempo. Este es el mismo orden de magnitud que la relación entre las fuerzas eléctricas y las fuerzas gravitacionales entre un protón y un electrón:

{\displaystyle {\frac {e^{2}}{4\pi \epsilon _{0}Gm_{\text{p}}m_{\text{e}}}}\approx 10^{40}.}

Por lo tanto, interpretando la carga {\displaystyle e} del electrón, las masas{\displaystyle m_{\text{p}}} y {\displaystyle m_{\text{e}}}  del protón y del electrón, y el factor de permitividad {\displaystyle 4\pi \epsilon _{0}} en unidades atómicas (igual a 1), el valor de la constante gravitacional es aproximadamente  10−40. Dirac interpretó que esto significa que {\displaystyle G} varía con el tiempo como {\displaystyle G\approx 1/t}. Aunque George Gamow observó que tal variación temporal no se sigue necesariamente de las suposiciones de Dirac, no se ha encontrado un cambio correspondiente de G.
Sin embargo, según la relatividad general,  G es constante, ya que de lo contrario se viola la ley de conservación de la energía. Dirac encontró esta dificultad al introducir en las ecuaciones de campo de Einstein una función gauge β que describe la estructura del espacio-tiempo en términos de una proporción de unidades gravitacionales y electromagnéticas. También proporcionó escenarios alternativos para la creación continua de materia, uno de los otros problemas importantes en la LNH:
- creación «aditiva» (la nueva materia se crea de manera uniforme en todo el espacio), y
- creación «multiplicativa» (se crea materia nueva donde ya hay concentraciones de masa).

## Desarrollos e interpretaciones posteriores
La teoría de Dirac ha inspirado y continúa inspirando un importante cuerpo de literatura científica en una variedad de disciplinas. En el contexto de la geofísica, por ejemplo, Edward Teller pareció plantear una seria objeción a LNH en 1948 cuando argumentó que las variaciones en la fuerza de la gravedad no son consistentes con los datos paleontológicos. Sin embargo, George Gamow demostró en 1962 cómo una simple revisión de los parámetros (en este caso, la edad del sistema solar) puede invalidar las conclusiones de Teller. El debate se complica aún más por la elección de las cosmologías de la LNH: en 1978, G. Blake argumentó que los datos paleontológicos son consistentes con el escenario«multiplicativo» pero no con el escenario «aditivo». Los argumentos a favor y en contra de la LNH también se hacen a partir de consideraciones astrofísicas. Por ejemplo, D. Falik argumentó que la LNH es inconsistente con los resultados experimentales para la radiación de fondo de microondas, mientras que Canuto y Hsieh argumentaron que es consistente. Robert Dicke presentó en 1961 un argumento que ha generado una gran controversia. Conocido como la coincidencia antrópica o universo afinado, simplemente afirma que los grandes números de la LNH son una coincidencia necesaria para los seres inteligentes, ya que parametrizan la fusión del hidrógeno en las estrellas  y, por lo tanto, que las vidas basadas en el carbono no surgirían de otra manera. Varios autores han introducido nuevos conjuntos de números en la "coincidencia" original considerada por Dirac y sus contemporáneos, ampliando o incluso apartándose de las propias conclusiones de Dirac. Jordan (1947) notó que la relación de masa para una estrella típica y un electrón se aproxima a  1060, una variación interesante en  1040 y  10480 que típicamente está asociada con Dirac y Eddington, respectivamente.
Varios autores han identificado y ponderado recientemente el significado de otro gran número, aproximadamente de 120 órdenes de magnitud. Esta es, por ejemplo, la proporción de las estimaciones teóricas y observacionales de la densidad de energía del vacío, que Nottale (1993)  y Matthews (1997) asociaron en un contexto de la LNH con una ley de escala para la constante cosmológica. Carl Friedrich von Weizsäcker identificó 10120 con la relación entre el volumen del universo y el volumen de un nucleón típico limitado por su longitud de onda Compton, e identificó esta relación con la suma de eventos elementales o bits de información en el universo.